# Asesinato de Jennifer Cave
Jennifer Cave (Corpus Christi, Texas; 12 de marzo de 1984 - Austin, Texas; 18 de agosto de 2005) era una joven estadounidense cuyo cuerpo apareció en el área del West Campus, próximo a la Universidad de Texas en Austin, de la capital del estado de Texas en agosto de 2005. El periodista Chuck Lindell, del diario local Austin American-Statesman, calificó en 2009 este episodio como el "crimen más infame del West Campus".

## Víctima
En 2002, se graduó en el instituto Mary Carroll de Corpus Christi y en agosto de ese año viajó a San Marcos (Texas) para asistir a la Universidad Estatal de Texas como estudiante de finanzas. Se retiró después de un semestre y trabajó en un restaurante en Austin, mientras asistía brevemente a la Universidad Comunitaria de Austin Community College. Antes de su asesinato, había comenzado a trabajar para una firma de abogados como asistente legal.

## Perpetradores
El principal perpetrador del caso fue Colton Aaron Pitonyak, originario de Bryant (Arkansas), se trasladó a Texas para estudiar finanzas en Austin. Pitonyak obtuvo altas calificaciones y obtuvo una beca para asistir a la Universidad. Pitonyak también había ingresado una vez en un programa de rehabilitación para drogas. En 2004, la policía encontró cocaína, somníferos y ansiolíticos en su domicilio. Fue arrestado por posesión de drogas ilegales. Pitonyak no tenía antecedentes de delitos violentos.
Su cómplice fue Laura Ashley Hall, quien además de ser su pareja, era estudiante de la Universidad de Texas en Austin. Tenía planes de realizar el examen de admisión para entrar en la Facultad de Derecho con el fin de convertirse en abogada.

## Asesinato
El 16 de agosto de 2005, Cave y Pitonyak fueron a Sixth Street, en el centro de Austin, para celebrar el nuevo trabajo de Cave. Jennifer Cave murió en el piso de Pitonyak, ubicado en el condominio de Orange Tree, ubicado en el 2529 Rio Grande Street en el barrio de Austin de West Campus. Bill Bishop, fiscal del condado de Travis, expresó que el asesinato "fue limpio. Le dispararon en el brazo, la bala llegó hasta el pecho, a través del corazón casi matándola en el instante". Fue el comportamiento posterior al asesinato lo que lo hizo tan grotesco. Cuando fue descubierto, su cuerpo había sido parcialmente desmembrado y tenía muchas heridas de arma blanca. Le habían colocado una sierra en el abdomen. La autopsia constató que recibió un disparo en la cabeza post mortem. Las pruebas de toxicología concluyeron que Cave había consumido alcohol, marihuana y metanfetamina.

## Descubrimiento del cuerpo
En la mañana del 17 de agosto de 2005, el bufete de abogados donde trabajaba Cave llamó a su familia para decirles que no se había presentado en su puesto de trabajo. Sharon Sedwick, la madre de Cave, y Jim Sedwick, su padrastro, descubrieron que había estado con Colton Pitonyak. Al preguntarle sobre su paradero, expresó que Cave no estaba con ella y les pidió, de malas maneras, que lo dejaran en paz. El 18 de agosto, los Sedwick viajaron a Austin y encontraron el vehículo de Cave en el departamento de Pitonyak. Jim Sedwick llamó al 911. La policía dijo que no podían registrar el apartamento sin una orden judicial. Jim Sedwick irrumpió -ilegalmente- en el apartamento después de que la policía se fuera. Después de descubrir el cuerpo de Jennifer Cave, Jim Sedwick volvió a llamar al 911.

## Fuga y captura
El día que se descubrió el cuerpo de Cave, Colton Pitonyak y Laura Hall decidieron huir del país usando el vehículo de ella. Las autoridades constataron que cruzaron la frontera mexicana el 18 de agosto de 2005. La pareja estuvo en México durante cinco días. Un equipo de las unidades especiales mexicanas descubrió a los dos en un Holiday Inn en Piedras Negras, ciudad fronteriza cercana a Texas. Tras ser detenidos fueron llevados a la frontera, donde fueron traspasados a las autoridades estadounidenses, que arrestaron a Pitonyak, mientras que a Hall se le permitió irse.

## Juicio
El 23 de agosto de 2005, Colton Pitonyak fue acusado de asesinato. Pese a permitírsele salir en libertad, Laura Hall fue arrestada en el mes de septiembre. El lunes 29 de enero de 2007, Pitonyak, que entonces tenía 24 años, fue condenado por asesinato. El mismo día, el jurado recomendó una pena de prisión de 55 años para Pitonyak, pena que finalmente le fue impuesta.
En 2007, Hall fue condenado por alterar pruebas y obstaculizar la captura de Pitonyak. El cargo anterior se origina con el desmembramiento del cuerpo de Cave. Fue sentenciada a cinco años por la manipulación y un año por la obstaculización, cumpliendo de manera simultánea ambas penas. El 19 de febrero de 2009, la Corte de Apelaciones de Texas canceló su sentencia. El tribunal declaró que su sentencia no fue justa y Hall fue puesta en libertad bajo fianza. En 2010, un jurado en el condado texano de Travis sentenció a Hall a la pena máxima posible, incluyendo prisión y 14.000 dólares estadounidenses en multas. Las sentencias incluían 10 años por manipular pruebas y un año por obstaculizar la detención. El 3 de agosto de 2010, Hall fue puesto bajo custodia del sistema penitenciario estatal. El 28 de octubre de 2011, el estado negó la libertad condicional a Laura Hall. Nuevamente se le volvió a denegar en 2012 y 2014.
El 15 de marzo de 2018, Laura Hall salió de prisión. Quedó vigilada por medios telemáticos y monitorización por GPS. Se le prohibió ingresar o pasar al condado de Travis o ponerse en contacto con la familia Cave hasta después del final de su sentencia de prisión, que fue en agosto del mismo año.